# سالم (نيومكسيكو)
سالم (بالإنجليزية: Salem CDP, New Mexico)‏ هي منطقة سكنية تقع بولاية نيومكسيكو في الولايات المتحدة. تبلغ مساحتها 3.3 كم2، وترتفع عن سطح البحر 1244 م، بلغ عدد سكانها 942 نسمة في عام 2010 حسب إحصاء مكتب تعداد الولايات المتحدة وتصل الكثافة السكانية فيها 285.5 نسمة لكل كيلومتر مربع (739.4/ميل2).

## التركيبة السكانية
حدّد مكتب تعداد الولايات المتحدة بيانات التركيبة السكانية لسالم في تعداد الولايات المتحدة. في ما يلي، التركيبة السكانية حسب تعدادي 2000 و2010.

### تعداد عام 2000
بلغ عدد سكان سالم 795 نسمة بحسب تعداد عام 2000، وبلغ عدد الأسر 178 أسرة وعدد العائلات 160 عائلة مقيمة في المنطقة السكنية. في حين سجلت الكثافة السكانية 240.9 نسمة لكل كيلومتر مربع (623.9/ميل2). وبلغ عدد الوحدات السكنية 199 وحدة بمتوسط كثافة قدره 60.3 لكل كيلومتر مربع (156.2/ميل2).
وتوزع التركيب العرقي للمنطقة السكنية بنسبة 29.43% من البيض و0.50% من الأمريكيين الأفارقة و1.38% من الأمريكيين الأصليين و0.25% من الأمريكيين ذوي الأصول الآسيوية و64.53% من الأعراق الأخرى و3.90% من عرقين مختلطين أو أكثر و94.09% من الهسبانيون أو اللاتينيون من أي عرق.
بلغ عدد الأسر 178 أسرة كانت نسبة 73% منها لديها أطفال تحت سن الثامنة عشر تعيش معهم، وبلغت نسبة الأزواج القاطنين مع بعضهم البعض 70.8% من أصل المجموع الكلي للأسر، ونسبة 9% من الأسر كان لديها معيلات من الإناث دون وجود شريك،  بينما كانت نسبة 10.1% من الأسر لديها معيلون من الذكور دون وجود شريكة وكانت نسبة 10.1% من غير العائلات. تألفت نسبة 7.3% من أصل جميع الأسر من عدة أفراد يعيشون في نفس المنزل ونسبة 5.6% كانت تتألف من شخص يعيش بمفرده يبلغ من العمر 65 عاماً أو أكثر. وبلغ متوسط حجم الأسرة المعيشية 4.47، أما متوسط حجم العائلات فبلغ 4.74.
بلغ العمر الوسطي للسكان 19.2 عاماً. وكانت نسبة 46.9% من القاطنين تحت سن الثامنة عشر، وكانت نسبة 10.9% بين الثامنة عشر والرابعة والعشرين عاماً، ونسبة 23.5% كانت واقعةً في الفئة العمرية ما بين الخامسة والعشرين والرابعة والأربعين عاماً، ونسبة 13.2% كانت ما بين الخامسة والأربعين والرابعة والستين، ونسبة 5.4% كانت ضمن فئة الخامسة والستين عاماً فما فوق. يوجد لكل 100 أنثى 116.0 ذكر، ويوجد لكل 100 أنثى في الثامنة عشر من عمرها فما فوق 107.9 ذكر.
بلغ متوسط دخل الأسرة في المنطقة السكنية 14,934 دولارًا، أما متوسط دخل العائلة فبلغ 16,591 دولارًا. وكان متوسط دخل الذكور 21,705 دولارًا مقابل 12,292 دولارًا للإناث. وسجل دخل الفرد الخاص بالمنطقة السكنية 7,405 دولارًا. وكانت نسبة 49.3% من العائلات ونسبة 53.3% من السكان تحت خط الفقر، وكان من هؤلاء نسبة 57.9% تحت سن الثامنة عشر ونسبة 70.9% في الخامسة والستين من العمر وما فوق.

### تعداد عام 2010
بلغ عدد سكان سالم 942 نسمة بحسب تعداد عام 2010، وبلغ عدد الأسر 235 أسرة وعدد العائلات 199 عائلة مقيمة في المنطقة السكنية. في حين سجلت الكثافة السكانية 285.5 نسمة لكل كيلومتر مربع (739.4/ميل2). وبلغ عدد الوحدات السكنية 259 وحدة بمتوسط كثافة قدره 78.5 لكل كيلومتر مربع (203.3/ميل2).
وتوزع التركيب العرقي للمنطقة السكنية بنسبة 72.51% من البيض و0.64% من الأمريكيين الأصليين و0.53% من الأمريكيين ذوي الأصول الآسيوية و24.20% من الأعراق الأخرى و2.12% من عرقين مختلطين أو أكثر و96.92% من الهسبانيون أو اللاتينيون من أي عرق.
بلغ عدد الأسر 235 أسرة كانت نسبة 65.1% منها لديها أطفال تحت سن الثامنة عشر تعيش معهم، وبلغت نسبة الأزواج القاطنين مع بعضهم البعض 64.7% من أصل المجموع الكلي للأسر، ونسبة 12.3% من الأسر كان لديها معيلات من الإناث دون وجود شريك،  بينما كانت نسبة 7.7% من الأسر لديها معيلون من الذكور دون وجود شريكة وكانت نسبة 15.3% من غير العائلات. تألفت نسبة 12.3% من أصل جميع الأسر من عدة أفراد يعيشون في نفس المنزل ونسبة 5.5% كانت تتألف من شخص يعيش بمفرده يبلغ من العمر 65 عاماً أو أكثر. وبلغ متوسط حجم الأسرة المعيشية 4.01، أما متوسط حجم العائلات فبلغ 4.41.
بلغ العمر الوسطي للسكان 22.7 عاماً. وكانت نسبة 39.5% من القاطنين تحت سن الثامنة عشر، وكانت نسبة 14.6% بين الثامنة عشر والرابعة والعشرين عاماً، ونسبة 21.7% كانت واقعةً في الفئة العمرية ما بين الخامسة والعشرين والرابعة والأربعين عاماً، ونسبة 17.9% كانت ما بين الخامسة والأربعين والرابعة والستين، ونسبة 6.3% كانت ضمن فئة الخامسة والستين عاماً فما فوق. وتوزع التركيب الجنسي للسكان بنسبة 49.3% ذكور و50.7% إناث.